# Tolérance religieuse
Vous pouvez aider à l'améliorer ou bien discuter des problèmes sur sa page de discussion.
- Il ne cite pas suffisamment ses sources. Vous pouvez indiquer les passages à sourcer avec {{référence nécessaire}} ou {{Référence souhaitée}}, et inclure les références utiles en les liant aux notes de bas de page. (Marqué depuis janvier 2021)
- Il doit être recyclé. La réorganisation et la clarification du contenu sont nécessaires. (Marqué depuis novembre 2005)

- Archive Wikiwix
- Bing
- Cairn
- DuckDuckGo
- E. Universalis
- Gallica
- Google
- G. Books
- G. News
- G. Scholar
- Persée
- Qwant
- (zh) Baidu
- (ru) Yandex
- (wd) trouver des œuvres sur Wikidata

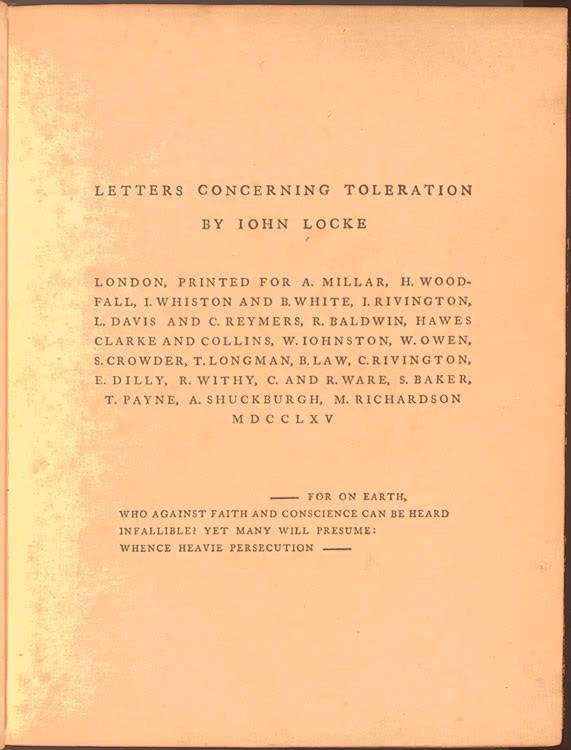
John Locke, Lettre sur la tolérance (1689), première page de l'édition de 1765.

La tolérance religieuse est l'acceptation des valeurs religieuses et de la notion de sacré entre différentes confessions ou entre des individus.
Dans un pays où existe une religion d'État, cette tolérance consiste à autoriser d'autres croyances aux côtés de la religion officielle, ce qui n'exclut pas certaines formes de discrimination. La tolérance religieuse d'un État n'est pas synonyme de liberté de religion, car elle n'octroie qu'un privilège, et non pas un droit.
La tolérance religieuse a parfois fait l'objet de controverses au sein d'une même confession, par exemple lorsque Sébastien Castellion s'est opposé à Calvin après l'exécution de Michel Servet.
En Occident, la tolérance religieuse a été conceptualisée à la Renaissance par des humanistes tels que Érasme ou Thomas More, puis revalorisée par la philosophie des Lumières, notamment avec la Lettre sur la tolérance de John Locke (1689) et le Traité sur la tolérance de Voltaire (1763).

## Histoire
Les religions monothéistes nient l'existence d'autres dieux que le leur. Ainsi les religions abrahamiques (judaïsme, christianisme, islam) qualifient les autres dieux d'idoles. Le judaïsme antique ordonnait la destruction des idoles à l'intérieur de ce qu'il considérait comme la Terre Promise. Les religions abrahamiques universalistes (christianisme et islam) ont dans le passé fait un devoir à leurs missionnaires voire à leurs fidèles de détruire les dieux des « infidèles » et de les remplacer par « le vrai dieu ». Aujourd'hui encore, le devoir de conversion des infidèles reste inscrit dans la plupart des églises chrétiennes et musulmanes (par exemple, le Vatican a une organisation dédiée à cet effet : Propaganda Fide)[réf. souhaitée].
Certes, la tolérance dépend du corpus d'interprétations produit par les autorités religieuses. En fonction du rapport à la vérité élaborée par chacune de ces autorités, les codes d'interprétation seront plus ou moins ouverts à l'accueil de la religion d'autrui comme aux manifestations de celle-ci. La tolérance du fidèle dépend de sa relation aux autorités religieuses.
Dans la théologie de chacune, peuvent être détectés des éléments :
- qui s'adressent aux autres religions ;
- qui expliquent aux fidèles et aux croyants comment se comporter avec les fidèles et croyants des autres religions.

### Le polythéisme antique
La religion n'y est pas révélée d'en haut, et toutes sont égales. Aucune d'entre elles ne peut prétendre prendre le pas sur les autres.

#### Civilisation de l'Égypte antique
La tolérance religieuse de l'Égypte antique était une réalité, sauf sous le règne d'Akhénaton. Le pays abrite, à plusieurs époques, des temples de divinités étrangères (Baal, Astarté, etc.). On signale en -1500 un traité entre Memphis et Tyr qui signale que le Mardouk de Tyr est bien le même dieu que celui de Memphis et, en conséquence, que les marins de Memphis débarquant à Tyr, pourront honorer le dieu local selon les rites en vigueur à Memphis.[réf. souhaitée]

#### Civilisation grecque
Quelques exemples d'intolérance religieuse :
Socrate est condamné à mort sous deux chefs d'accusation :
1. Corrompre la jeunesse.
2. Avoir offensé LES dieux de la cité.

Les guerres que l'amphictyonie de Delphes mena contre ceux de ses membres qui avaient violé les droits sacrés d'Apollon. Ce qui n'empêche pas les grecs d'être accueillants : Héphaïstos, l'un des 12 de l'Olympe est un dieu venu tardivement en Grèce. Il était originaire de Lycie.
Les Grecs considéraient généralement leur culture et leur religion supérieure à celle des autres peuples, mais on ne peut pas parler d'intolérance : ils n'interdisaient jamais à leurs concitoyens d'adorer tels ou tels dieux, et ils éprouvaient une certaine fascination pour les religions des autres civilisations (cf. Hérodote).[réf. souhaitée]

### Le monothéisme
Beaucoup affirment à tort que le monothéisme suscite l'intolérance. Néanmoins, une analyse plus approfondie des théologiens et les diverses interprétations des croyants libéraux sur les textes sacrés prouvent le contraire.

## Religions et pouvoir d'État
La tolérance n'est pas une vertu intrinsèque de telle ou telle religion, mais dépend du choix de ses hommes et de ses hiérarchies comme de leur capacité à s'associer à un pouvoir, c'est-à-dire de l'existence d'une orthodoxie.